# Hans Albert
 (octobre 2023).
Si vous disposez d'ouvrages ou d'articles de référence ou si vous connaissez des sites web de qualité traitant du thème abordé ici, merci de compléter l'article en donnant les références utiles à sa vérifiabilité et en les liant à la section « Notes et références ».
Pour les articles homonymes, voir Albert.
Hans Albert, né le 8 février 1921 à Cologne et mort le 24 octobre 2023, est un philosophe et sociologue allemand.
Très influencé par Karl Popper, il tentera de donner une forme plus systématique et cohérente de la philosophie du rationalisme critique dans son principal ouvrage Traktat über kritische Vernunft, qui a connu 5 rééditions de 1968 à 1991.
Peu de traductions françaises de ses ouvrages existent, c'est pourquoi le public francophone le méconnaît.

## Le trilemme deMünchhausen

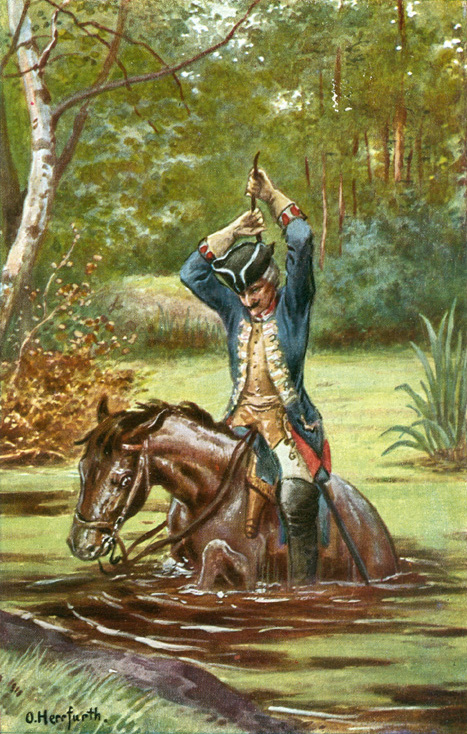
Le baron de Münchhausen se tirant de sables mouvants en se soulevant par les cheveux (illustration d'Oskar Herrfurth), anecdote extravagante ayant donné son nom au trilemme.

Entre autres re-théorisations de la philosophie de Karl Popper, Hans Albert a notamment reformulé le trilemme de Fries que Popper énonça dans La logique de la découverte scientifique.
De manière formelle, tout raisonnement n'a que trois issues :
- la régression à l'infini, qui pousse toujours plus loin le principe de raison suffisante ;
- la circularité logique : le raisonnement essaye de se prouver lui-même de manière tautologique ;
- la rupture : lorsque l'on souhaite une explication dernière à cause de la volonté de certitude, on recherche un principe de justification final, tel que l'expérience, l'intuition, l'évidence, etc. Tout ceci est rangé par Hans Albert comme ayant valeur de dogme.

Un schéma similaire (voire identique) avait déjà été proposé dans l'Antiquité par le sceptique Agrippa et était connu (et abondamment utilisé) par le pyrrhonien Sextus Empiricus. Pour cette raison, on le nomme aussi le trilemme d'Agrippa.
Tout comme Karl Popper, Hans Albert oppose à l'attitude dogmatique celle des Lumières : proposer des hypothèses critiquables que l'on sait être provisoires.

## La controverse positiviste (1961-1969)
Hans Albert prend part au congrès de la société sociologique allemande à Tübingen, en 1961: y éclate une controverse qui va s'aggravant à partir de 1963 avec le débat entre Habermas et Hans Albert et qui se poursuit encore au congrès des sociologues tenu à Heidelberg en 1964, pour enfin être présentée au grand public, à l'aide d'un recueil d'essais publié en  1969 et traduit en plusieurs langues (il paraîtra en Italie, Grande-Bretagne, France, Hongrie, aux États-Unis et au Japon).
Le véritable sujet de cette controverse, contrairement à la présentation qu'Habermas en donna, n'était pas le positivisme. En effet, les rationalistes critiques réfutaient le positivisme tout autant que les représentants de la théorie critique de l'École de Francfort autour de M. Horkheimer et Th.W. Adorno; Popper avait d'ailleurs déjà énoncé cette critique trente ans plus tôt[réf. nécessaire].
Le véritable sujet de la controverse portait sur le rôle des valeurs dans les sciences sociales (qui sait comprendre et interpréter Max Weber de manière juste?). Il s'agissait également de savoir si les sciences sociales  avaient un accès spécifique aux connaissances ou bien si elles étaient obligées de se servir des mêmes méthodes que les sciences naturelles - Popper, dans son intervention de 1961, avait avancé et soutenu cette dernière thèse[réf. nécessaire]. Enfin, le débat portait sur la question de savoir si la rationalité du rationalisme critique consistait seulement en une rationalité réduite[réf. nécessaire].

## Œuvres

### Essais et comptes rendus en français
- Hans Albert, La Sociologie critique en question, traduit de l'allemand par Jean Amsler, Jean-Rodolphe Amsler et Lilyane Deroche, Paris, P.U.F., 1987.
- Adorno, Albert, Dahrendorf, Habermas, Pilot et Popper, De Vienne a Francfort. La querelle allemande des sciences sociales, Éditions Complexe, Bruxelles 1979.
- Hans Albert, Rationalité scientifique et contrôle politique, in : Cahiers S.T.S.: Science-Technologie-Société : Karl Popper, Paris 1985, Éd. du Centre National de la Recherche Scientifique.
- Hans Albert, Le rationalisme critique, la controverse positiviste et le problème de l'unité des sciences sociales, in : Renée Bouveresse/ Hervé Barreau (eds.) Karl Popper, Science et Philosophie, Librairie Philosophique J. Vrin, Paris 1991, p. 283-301.

### Autres ouvrages
- Hans Albert, Traktat über kritische Vernunft, 1968
- Plädoyer für kritischen Rationalismus ("Plaidoyer pour le rationalisme critique"), Munich 1971, réédité plusieurs fois, traduit en italien et japonais.
- Konstruktion und Kritik. Aufsätze zur Philosophie des kritischen Rationalismus ("Construction et critique. Essais concernant la philosophie du rationalisme critique"), Hoffmann und Campe, Hambourg 1972
- Theologische Holzwege. Gerhard Ebeling und der rechte Gebrauch der Vernunft ("De fausses chemins en théologie. Gerhard Ebeling et l'emploi juste de la raison", Mohr Siebeck, Tübingen 1973. Traduit en italien.
- Transzendentale Träumereien. Karl-Otto Apels Sprachspiele und sein hermeneutischer Gott ("Rêveries transcendantales. Les jeux de langue et le dieu herméneutique de Karl-Otto Apel"), Hoffmann und Campe, Hambourg 1975
- Kritische Vernunft und menschliche Praxis ("La raison critique et les activités de l'homme"). Ce livre est pourvu d'une introduction autobiographique
- Traktat über rationale Praxis. "Traité sur la pratique rationnelle" Tübingen 1978.
- Das Elend der Theologie. Kritische Auseinandersetzung mit Hans Küng ("La misère de la théologie. Une dispute avec Hans Küng"). Traduit en espagnol et en italien.
- Die Wissenschaft und die Fehlbarkeit der Vernunft ("La science et la faillibilité de la raison."), Tübingen 1982.
- Kritik der reinen Erkenntnislehre. Das Erkenntnisproblem in realistischer Perspektive ("Critique de la théorie de la connaissance pure. Le problème de la connaissance, considéré du point de vue réaliste"), Tübingen 1987.
- Between Social Science. Religion and Politics, Essays in Critical Rationalism, Amsterdam-Atlanta 1999.
- Kritischer Rationalismus ("Le rationalisme critique"), Mohr (Siebeck) Tübingen  2000
- Hans Albert Lesebuch, UTB (Mohr Siebeck) Tübingen 2001.
- Kritik des transzendentalen Denkens, (Mohr Siebeck) Tübingen 2003
- Hans Albert - Karl Popper - Briefwechsel 1958 -1994. Hrsg. Martin Morgenstern und Robert Zimmer, 285 p., Frankfurt/M. (Fischer TB) 2005.
- Joseph Ratzingers Rettung des Christentums, Aschaffenburg (Alibri) 2008.
- Paul Feyerabend - Hans Albert. Briefwechsel, vol. 1 (1958 - 1971) et vol. 2 (1972-1986) ed. Wilhelm Baum und Michael Mühlmann; Kitab-Verlag 2008.

### Publications qui sont en partie biographiques ou autobiographiques
- Hans Albert, Autobiographische Einleitung, in: Kritische Vernunft und menschliche Praxis, Stuttgart (Reclam) 1977, p. 5-33 ; überarbeitet in (2).
- Hans Albert, Mein Umweg in die Soziologie. Vom Kulturpessimismus zum kritischen Rationalismus, in: Christian Fleck (Hg.), Wege zur Soziologie. Autobiographische Notizen, Leske + Budrich, Opladen 1996, p. 17-37.
- Hans Albert, Kritischer Rationalismus. Vom Positivismusstreit zur Kritik der Hermeneutik, in: Albert/ Schnädelbach/ Simon-Schäfer (Hg.), Renaissance der Gesellschaftskritik? (Bamberger Hegelwoche 1998), Bamberg (Universitätsverlag) 1999, spez. p. 15-23.
- Eric Hilgendorf : Hans Albert. Zur Einführung Junius Verlag 1997, spez. p. 21-35.
- Paul Feyerabend, Hans Albert: Briefwechsel (herausgegeben von Wilhelm Baum), Francfort-sur-le-Main. (Fischer TB) 1997.
- In Kontroversen verstrickt. Vom Kulturpessimismus zum kritischen Rationalismus, LIT Verlag 2007, 264 p.

## Distinctions
- Vits-Preis (1976)
- Arthur Burckhard-Preis (1984)
- Ehrenkreuz für Kunst und Wissenschaft der Republik Österreich (1994)
- docteur honoris causa de l'université de Linz (1995)
- docteur honoris causa de l'université nationale et capodistrienne d'Athènes (1997)
- docteur honoris causa de l'université de Cassel (2000)
- docteur honoris causa de l'université de Graz (2006)
- docteur honoris causa de l'université de Klagenfurt (2007)